# Quận Jasper, Texas
Quận Jasper (tiếng Anh: Jasper County) là một quận trong tiểu bang Texas, Hoa Kỳ. Quận lỵ đóng ở thành phố Jasper6. Theo kết quả điều tra dân số năm 2000 của Cục điều tra dân số Hoa Kỳ, quận có dân số 35.604 người. Quận Jasper được đặt tên theo William Jasper, một anh hùng thời Cách mạng Mỹ.

## Địa lý

### Xa lộ chính
- Xa lộ Mỹ 96
- Xa lộ Mỹ 190
- Xa lộ Mỹ 69
- Xa lộ tiểu bang 62
- Xa lộ tiểu bang 63

### Các quận giáp ranh
- Quận San Augustine (bắc)
- Quận Sabine (đông bắc)
- Quận Newton (đông)
- Quận Orange (nam)
- Quận Hardin (tây nam)
- Quận Tyler (tây)
- Quận Angelina (tây bắc)

## Thông tin nhân khẩu
Theo điều tra dân số 2 năm 2000, đã có 35.604 người, 13.450 hộ, và 9.966 gia đình sống trong quận. Mật độ dân số là 38 người cho mỗi dặm vuông (15/km ²). Có 16.576 đơn vị nhà ở với mật độ trung bình là 18 cho mỗi dặm vuông (7/km ²). Các dân tộc sinh sống tại quận này gồm 78,24% người da trắng, 17,81% da đen hay Mỹ gốc Phi, 0,42% người Mỹ bản xứ, 0,32% người châu Á, Thái Bình Dương 0,03%, 2,04% từ các chủng tộc khác, và 1,15% từ hai hoặc nhiều chủng tộc. 3,89% dân số là người Hispanic hay Latino thuộc chủng tộc nào.
Có 13.450 hộ, trong đó 33,40% có trẻ em dưới 18 tuổi sống chung với họ, 58,20% là các cặp vợ chồng sống với nhau, 12,50% có chủ hộ là nữ không có mặt chồng, và 25,90% là không lập gia đình. 23,30% của tất cả các hộ gia đình đã được tạo thành từ các cá nhân và 11,20% có người sống một mình 65 tuổi trở lên đã được người. Bình quân mỗi hộ là 2,58 và cỡ gia đình trung bình là 3,03.
Trong quận, độ tuổi phân bố như sau 26,50% ở độ tuổi dưới 18, 8,00% 18-24, 26,80% 25-44, 23,40% 45-64, và 15,30% người 65 tuổi trở lên. Tuổi trung bình là 37 năm. Cứ mỗi 100 nữ có 94,60 nam giới. Cứ mỗi 100 nữ 18 tuổi trở lên, đã có 92,10 nam giới.
Thu nhập trung bình cho một hộ gia đình trong quận đã được 30.902 Mỹ kim, và thu nhập trung bình cho một gia đình là 35.709 USD. Nam giới có thu nhập trung bình 31.739 & so với 19.119 $ cho phái nữ. Thu nhập trên đầu cho các quận được $ 15,636. Giới 15,00% gia đình và 18,10% dân số sống dưới mức nghèo khổ, trong đó có 23,40% những người dưới 18 tuổi và 17,80% có độ tuổi từ 65 trở lên.